# Colorado Avalanche
Colorado Avalanche er et professionelt ishockeyhold der spiller i den bedste nordamerikanske række NHL. Klubben spiller sine hjemmekampe i Ball Arena i Denver, Colorado, USA. Klubben blev stiftet i 1972 som Quebec Nordiques og hørte hjemme i Quebec, Quebec i Canada og spillede frem til 1979 i den konkurrerende liga WHA. Da WHA blev nedlagt i 1979 kom klubben med i NHL. I 1995 flyttede klubben pga dårlig økonomi til Denver, Colorado og skiftede samtidig navn til Colorado Avalanche. Efter ankomsten til Denver fik klubben øjeblikkeligt succes og vandt Stanley Cuppen i den første sæson 1995-96, en bedrift man gentog i sæsonen 2000-01.

## Nuværende spillertrup (2007-08)
Pr. 4. juli 2008.
Målmænd
- 31  Peter Budaj
- ??  Andrew Raycroft

Backer
- 4  John-Michael Liles
- 5  Brett Clark
- 22  Scott Hannan – A
- 24  Ruslan Salei
- 44  Jordan Leopold
- 48  Kyle Cumiskey
- 52  Adam Foote
- ??  Daniel Tjärnqvist

Forwards
- 8  Wojtek Wolski *
- 11  Cody McCormick
- 14  Ian Laperrière – A
- 17  Jaroslav Hlinka
- 19  Joe Sakic – C
- 21  Peter Forsberg
- 23  Milan Hejduk
- 26  Paul Stastny
- 27  Scott Parker
- 28  Ben Guite
- 39  Tyler Arnason
- 40  Marek Svatoš
- 54  David Jones
- 55  Cody McLeod
- 94  Ryan Smyth
- ??  Per Ledin
- ??  Darcy Tucker

* Bemærk at Wojtek Wolski er født i Polen, men stiller op for Canada.

## 'Fredede' numre
- 33 Patrick Roy, G, 1995-2003, nummer fredet 28. oktober, 2003
- 77 Ray Bourque, D, 2000-01, nummer fredet 24. november, 2001
- 99 Wayne Gretzky nummer fredet i hele NHL 6. februar, 2000

Quebec fredede også nummer 3 for Jean-Claude (J.C.) Tremblay (D, 1972-79), nummer 8 for Marc Tardif (LW, 1974-83), nummer 16 for Michel Goulet (F, 1979-90) og nummer 26 for Peter Stastny (F, 1980-90), men disse numre er blevet bragt tilbage i cirkulation af Colorado.